# Nikolaj Zdekauer

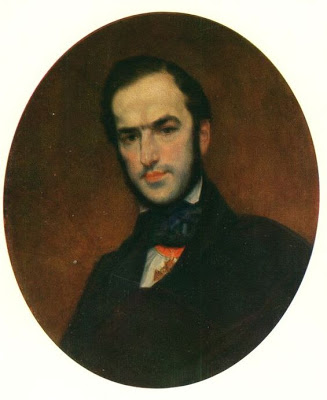
Nikolaj Zdekauer.

Nikolaj Fjodorovitj Zdekauer (ryska: Николай Фёдорович Здекауер), född 17 mars 1815 på Sveaborg, död 27 januari 1897 i Sankt Petersburg, var en rysk läkare.
Zdekauer blev medicine doktor 1842. Han var professor i allmän patologi vid Sankt Petersburgs universitet 1842–1860 och professor i klinisk medicin vid Kirurgiska akademien 1860–1864.